# Chassé (danza)
Lo chassé è un passo di danza. È usato in molti stili di danza, in particolare in danza moderna, classica e nel valzer inglese ed è molto conosciuto.

## Movimento
l movimento consiste in 3 passi che seguono questo schema: passo-salto passo. il particolare il salto spinge avanti il piede avanti, mentre il piede dietro prende il posto di quello davanti.
È usato spesso in preparazione di un Grand-jeté, o, in genere, di un grande salto.

## Variazione
Ci sono molte variazioni di questo passo. Le diverse variazioni differiscono per:
- La direzione, che può essere orizzontale, diagonale o curva
- La dimensione dei passi può variare, alcuni sono più grandi altri più piccoli. Questo riguarda anche il secondo passo, "Insieme": il piede in movimento può atterrare proprio accanto al piede in piedi o lasciare un po' di spazio, o anche a malapena muoversi dalla sua posizione precedente.
- Il tempo, i più comuni sono 1/4, 1/4, 1/2 e 3/8, 1/8, 1/2

## In altri sport
Lo chassé è presente anche nel pattinaggio su ghiaccio, in particolare la International Skating Union, definisce 3 varianti:
- Chassé semplice: uno chassé in cui il piede libero viene posto sul ghiaccio accanto al piede di pattinaggio, che viene poi sollevato vicino al nuovo piede di pattinaggio con la lama parallela al ghiaccio. I due passi sono pattinati sullo stesso lobo, di solito provenienti dal bordo esterno al bordo interno.
- Chassé incrociato: un chassé in cui il piede libero è posto all'incrocio di ghiaccio dietro il piede di pattinaggio mentre si pattina in avanti o davanti mentre si pattina all'indietro.
- Chassé sliding: Invece di sollevare il nuovo piede libero dopo la fase, scivola fuori dal ghiaccio davanti mentre pattina in avanti o all'indietro quando si pattina all'indietro.